# شرکت نفت ترکیه

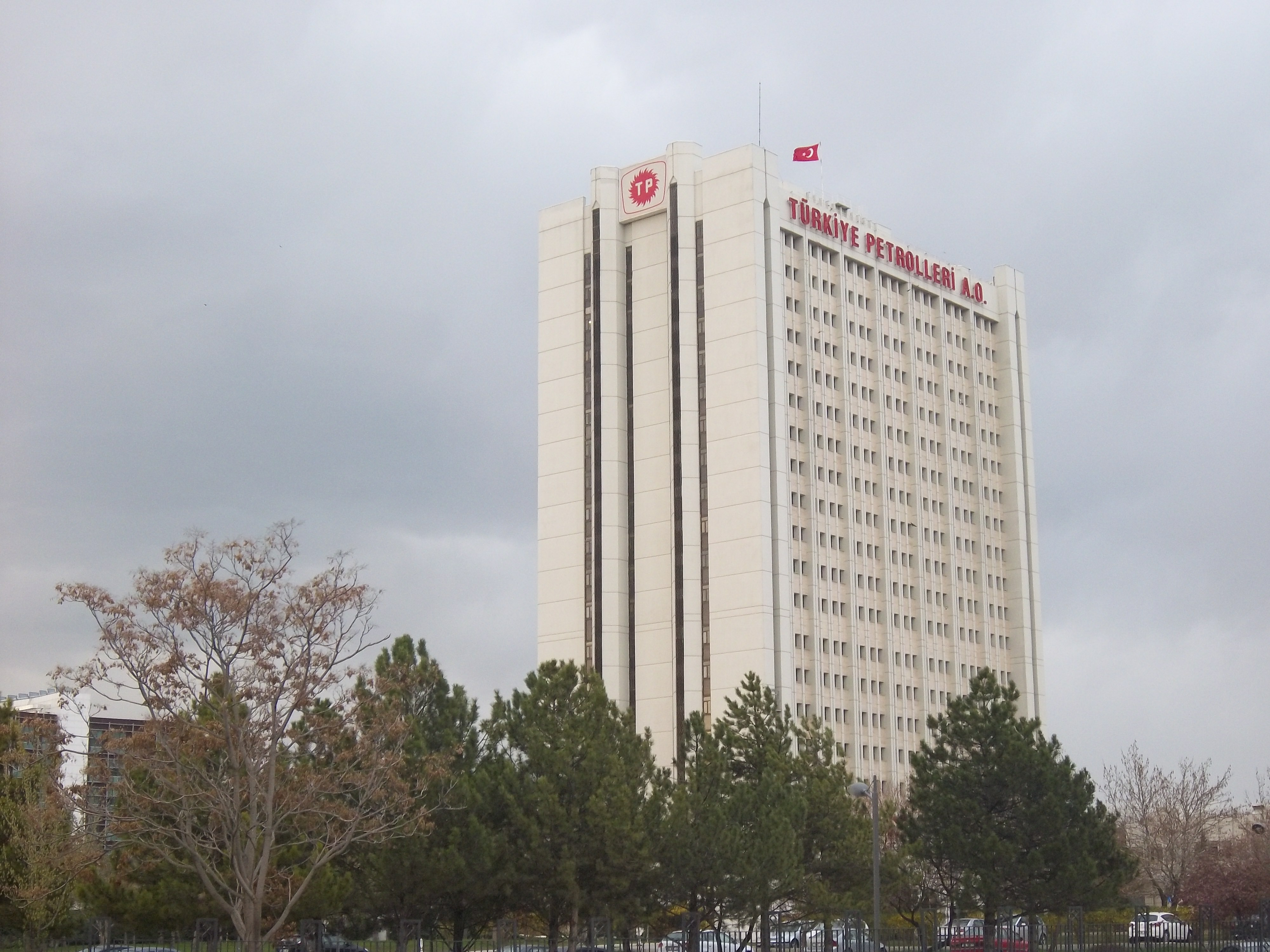
ساختمان مرکزی شرکت نفت ترکیه در آنکارا

شرکت نفت ترکیه (به ترکی استانبولی: TÜRKİYE Petrolleri Anonim Ortaklığı) شرکت ملی نفت ترکیه است، که در زمینه اکتشاف، حفاری، پالایش و استخراج نفت خام و گاز طبیعی، احداث خطوط لوله و مدیریت جایگاه‌های پمپ بنزین، همچنین تولید محصولات پتروشیمی و مواد شیمیایی فعالیت می‌کند.
شرکت نفت ترکیه در سال ۱۹۵۴ توسط دولت ترکیه تأسیس شد. این شرکت در سال ۲۰۰۵ ذخایر نفتی معادل ۵۸۸ میلیون بشکه داشت، که در سال ۲۰۱۰ میزان ذخایر قابل پیش‌بینی آن به ۱٫۵ میلیارد بشکه افزایش یافت. ظرفیت تولید نفت خام این شرکت در سال ۲۰۰۵ معادل ۷۰٫۰۰۰ بشکه در روز بود، که در سال ۲۰۱۰ این مقدار با ۴ برابر افزایش، به ۳۰۰٫۰۰۰ بشکه در روز رسید. شرکت نفت ترکیه در سال ۲۰۱۳ روزانه به‌طور متوسط ۴۸۸ هزار بشکه نفت تولید کرده‌است. این شرکت هم‌اکنون مالک شبکه‌ای از ۳۰۰ جایگاه پمپ بنزین در ترکیه می‌باشد.

## تاریخچه
شرکت نفت ترکیه در سال ۱۹۵۴ بر اساس قانون شماره ۶۳۲۷ مصوب در قانون اساسی ترکیه تأسیس شد. این شرکت در زمینه‌های اکتشاف، حفاری و تولید نفت خام و محصولات مشتق شده از آن؛ مانند بنزین فعالیت خود در صنعت نفت را آغاز نمود.

## فعالیت‌ها
دفتر مرکزی شرکت نفت ترکیه در شهر آنکارا قرار دارد. امروزه دامنه فعالیت‌های این شرکت از تولید نفت و گاز در کشور ترکیه فراتر رفته و فعالیت‌های خود را بر اکتشاف، توسعه و تولید، در حوضه‌های نفت و گاز؛ دریای خزر، آفریقای شمالی و خاورمیانه متمرکز نموده است.
شرکت نفت ترکیه پروژه‌های فراوانی را در کشورهای جمهوری آذربایجان، قزاقستان، لیبی، سوریه، ترکمنستان، گرجستان، عراق، مصر، روسیه و الجزایر دارا می‌باشد.

## همکاری‌های بین‌المللی
شرکت نفت ترکیه در سال ۲۰۱۰ توافقنامه‌ای را با دولت ونزوئلا به امضا رسانده که طبق آن در ازای برداشت نفت خام از میدان‌ها این کشور موظف به ساخت خانه و شهرک مسکونی و نیز تکمیل و ارائه زیرساخت‌های مرتبط با این پروژه‌ها گردید.

## آمار مالی
شرکت نفت ترکیه در سال ۲۰۰۶ معادل ۳٫۵ میلیارد دلار درآمد کسب کرد. در حال حاضر این شرکت بالغ بر ۱٫۵ میلیارد دلار در کشورهای مختلف سرمایه‌گذاری نموده است.